# Dalno
Dalno [ˈdalnɔ] là một ngôi làng thuộc khu hành chính của Gmina obez, thuộc quận Łobez, West Pomeranian Voivodeship, ở phía tây bắc Ba Lan.
Trong nhiều thế kỷ trước năm 1945, khu vực này là một phần của Đức. Đối với lịch sử của khu vực, xem Lịch sử của Pomerania.
Ngôi làng có dân số 450 người.